# اولیانو کورویل
اولیانو کورویل (انگلیسی: Uliano Courville؛ زادهٔ ۸ اوت ۱۹۷۸) بازیکن فوتبال اهل فرانسه است.
از باشگاه‌هایی که در آن بازی کرده‌است می‌توان به باشگاه فوتبال موناکو اشاره کرد.